# Andrea Gueglio
Andrea Gueglio (* 1964 in Italien) ist ein italienischer Marineoffizier im Dienstgrad eines Flottillenadmirals. Seit Juni 2015 ist er Verbandsführer in See der von der Europäischen Union geführten Mission „Operation Sophia“, die den Auftrag zur Bekämpfung des Menschenschmuggels- und der Menschenhandelsnetze sowie der Bekämpfung von Schleusern und deren Netzwerke im Mittelmeerraum hat. Gueglio hat seinen Dienstsitz als Force Commander auf dem italienischen Flugzeugträger Cavour. Das Schiff dient auch als Flaggschiff der Mission.